# Yucaipa

Położenie Yucaipa w hrabstwie San Bernardino

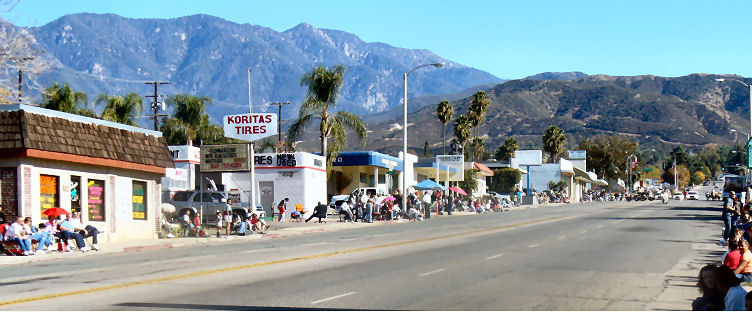
Yucaipa Blvd

Yucaipa – miasto w Stanach Zjednoczonych położone w południowo-zachodniej części hrabstwa San Bernardino w Kalifornii. Liczba mieszkańców 51 046 (2007). Prawa miejskie od 1989 roku.

## Położenie
Yucaipa położone jest w rejonie metropolitalnym Los Angeles, oraz w regionie Inland Empire. Znajduje się ok. 115 km na wschód od Los Angeles i ok. 30 km na południowy wschód, od stolicy hrabstwa, miasta San Bernardino.
W mieście znajduje się 10 parków, a także kilka ośrodków rekreacyjnych.